# 2022年亞洲擊劍錦標賽
2022年亞洲擊劍錦標賽於2022年6月10日至15日在韓國首爾SK奧林匹克手球館舉行，比賽共分爲12個項目，其中6個個人項目於10日至12日進行，另外6個團體項目則於13日至15日進行。

## 獎牌榜
*   主办国家/地区
| 排名                     | 国家 / 地区              | 金牌 | 銀牌 | 銅牌 | 总计 |
| ------------------------ | ------------------------ | ---- | ---- | ---- | ---- |
| 1                        | *                        | 6    | 3    | 3    | 12   |
| 2                        | 日本                     | 3    | 4    | 5    | 12   |
| 3                        | 香港                     | 2    | 1    | 4    | 7    |
| 4                        | 中國                     | 1    | 3    | 7    | 11   |
| 5                        |                          | 0    | 1    | 0    | 1    |
| 6                        |                          | 0    | 0    | 2    | 2    |
| 7                        | 伊朗                     | 0    | 0    | 1    | 1    |
| 7                        | 新加坡                   | 0    | 0    | 1    | 1    |
| 7                        | 中華臺北                 | 0    | 0    | 1    | 1    |
| 总计（共9个国家 / 地区） | 总计（共9个国家 / 地区） | 12   | 12   | 24   | 48   |

## 獎牌得主

### 男子
| 項目     | 金牌                                             | 银牌                                                                            | 铜牌                                                                     |
| 個人銳劍 | 加納虹輝 · 日本（JPN）                           | 古俣聖 · 日本（JPN）                                                            | 朴相泳 · 韩国（KOR）                                                     |
| 個人銳劍 | 加納虹輝 · 日本（JPN）                           | 古俣聖 · 日本（JPN）                                                            | 兰明豪 · 中国（CHN）                                                     |
| 團體銳劍 | · Kim Myeong-ki · 权永晙 · 朴相泳 · Son Tae-jin  | · Roman Aleksandrov · Fayzulla Alimov · Nodirbek Muminov · Javokhirbek Nurmatov | 日本 · 加納虹輝 · 古俣聖 · 松本龍 · 山田優                               |
| 團體銳劍 | · Kim Myeong-ki · 权永晙 · 朴相泳 · Son Tae-jin  | · Roman Aleksandrov · Fayzulla Alimov · Nodirbek Muminov · Javokhirbek Nurmatov | 中国 · 兰明豪 · 刘永闯 · 王子杰 · 俞乐凡                                 |
| 個人鈍劍 | 張家朗 · 中國香港（HKG）                         | 莫梓维 · 中国（CHN）                                                            | 吴斌 · 中国（CHN）                                                       |
| 個人鈍劍 | 張家朗 · 中國香港（HKG）                         | 莫梓维 · 中国（CHN）                                                            | 蔡俊彥 · 中國香港（HKG）                                                 |
| 團體鈍劍 | 日本 · 飯村一輝 · 松山恭助 · 敷根崇裕 · 鈴村健太 | · 河泰圭 · 許俊 · Im Cheol-woo · Kim Dong-su                                    | 香港 · 張家朗 · 蔡俊彥 · 吳諾弘 · 楊子加                                 |
| 團體鈍劍 | 日本 · 飯村一輝 · 松山恭助 · 敷根崇裕 · 鈴村健太 | · 河泰圭 · 許俊 · Im Cheol-woo · Kim Dong-su                                    | 中華臺北 · 陳致傑 · 陳弈通 · 劉印原 · 岳哲豪                             |
| 個人軍刀 | 具本佶 · 韩国（KOR）                             | 金政煥 · 韩国（KOR）                                                            | 吳尚旭 · 韩国（KOR）                                                     |
| 個人軍刀 | 具本佶 · 韩国（KOR）                             | 金政煥 · 韩国（KOR）                                                            | Artyom Sarkissyan · 哈萨克斯坦（KAZ）                                    |
| 團體軍刀 | · 具本佶 · 金政煥 · 金準鎬 · 吳尚旭              | 日本 · 星野劍斗 · 小久保真旺 · 斯崔茲海飛 · 吉田健人                            | 伊朗 · 穆罕默德·福图希 · 阿里·帕克达曼 · 穆罕默德·拉赫巴里 · Nima Zahedi |
| 團體軍刀 | · 具本佶 · 金政煥 · 金準鎬 · 吳尚旭              | 日本 · 星野劍斗 · 小久保真旺 · 斯崔茲海飛 · 吉田健人                            | 香港 · 陳卓謙 · 陳智軒 · 何思朗 · 羅浩天                                 |

### 女子
| 項目     | 金牌                                           | 银牌                                               | 铜牌                                                                      |
| 個人銳劍 | 江旻憓 · 中國香港（HKG）                       | 崔仁贞 · 韩国（KOR）                               | 陳渭泠 · 中國香港（HKG）                                                  |
| 個人銳劍 | 江旻憓 · 中國香港（HKG）                       | 崔仁贞 · 韩国（KOR）                               | 佐藤希望 · 日本（JPN）                                                    |
| 團體銳劍 | · 崔仁贞 · 姜荣美 · 李慧仁 · 宋世罗            | 香港 · 陳渭泠 · 朱嘉望 · 江旻憓 · 連翊希           | 日本 · 馬場晴菜 · 黑木夢 · 佐藤希望 · 吉村美穗                            |
| 團體銳劍 | · 崔仁贞 · 姜荣美 · 李慧仁 · 宋世罗            | 香港 · 陳渭泠 · 朱嘉望 · 江旻憓 · 連翊希           | 中国 · 黄芊芊 · 马婴佳 · 宋玥 · 朱明叶                                    |
| 個人鈍劍 | 石玥 · 中国（CHN）                             | 陈情缘 · 中国（CHN）                               | 上野優佳 · 日本（JPN）                                                    |
| 個人鈍劍 | 石玥 · 中国（CHN）                             | 陈情缘 · 中国（CHN）                               | 東晟良 · 日本（JPN）                                                      |
| 團體鈍劍 | 日本 · 東晟良 · 菊池小卷 · 宮脇花綸 · 竹山柚葉 | 中国 · 蔡苑廷 · 陈情缘 · 石玥 · 吴培林             | · 蔡松吾 · Hong Hyo-jin · Hong Seo-in · Kim Ki-yeun                       |
| 團體鈍劍 | 日本 · 東晟良 · 菊池小卷 · 宮脇花綸 · 竹山柚葉 | 中国 · 蔡苑廷 · 陈情缘 · 石玥 · 吴培林             | 新加坡 · 阿米塔·贝尔蒂尔 · 陈琬静 · 章可美 · 黄颉歆                       |
| 個人軍刀 | 崔秀延 · 韩国（KOR）                           | 江村美咲 · 日本（JPN）                             | 傅颖 · 中国（CHN）                                                        |
| 個人軍刀 | 崔秀延 · 韩国（KOR）                           | 江村美咲 · 日本（JPN）                             | 杨恒郁 · 中国（CHN）                                                      |
| 團體軍刀 | · 崔秀延 · Kim Jeong-mi · 金智妍 · 尹智秀      | 日本 · 江村美咲 · 福島史帆實 · 小林佳苗 · 尾崎世梨 | 中国 · 傅颖 · 郭怡琪 · 杨恒郁 · 庄晨艺                                    |
| 團體軍刀 | · 崔秀延 · Kim Jeong-mi · 金智妍 · 尹智秀      | 日本 · 江村美咲 · 福島史帆實 · 小林佳苗 · 尾崎世梨 | · Karina Dospay · Anastassiya Gulik · Tatyana Prikhodko · Aigerim Sarybay |

## 外部連結
- 官方網站 （页面存档备份，存于）
- Results （页面存档备份，存于）